# Velț

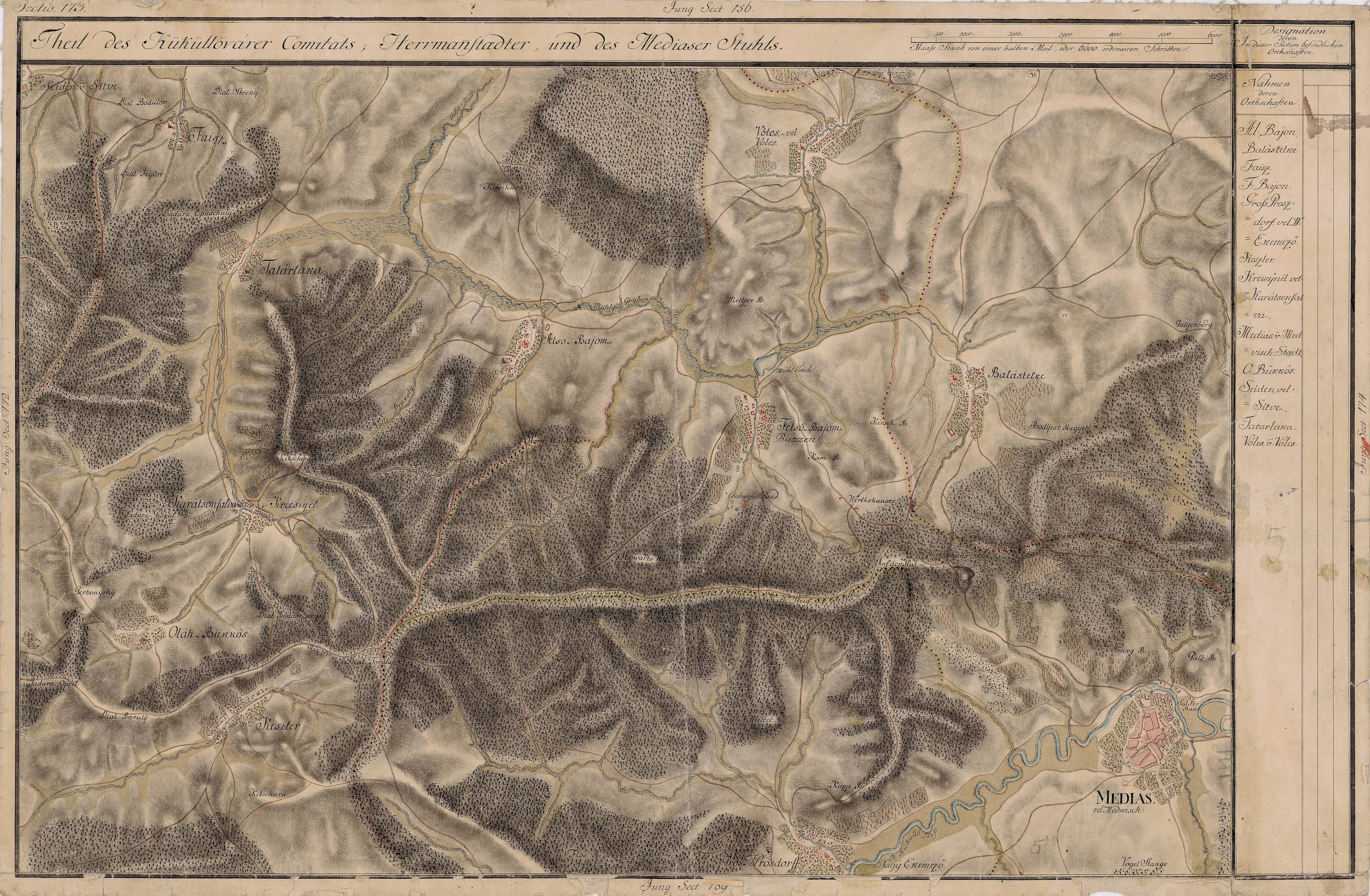
Wölz in der Josephinischen Landesaufnahme von Siebenbürgen von 1769 bis 1773

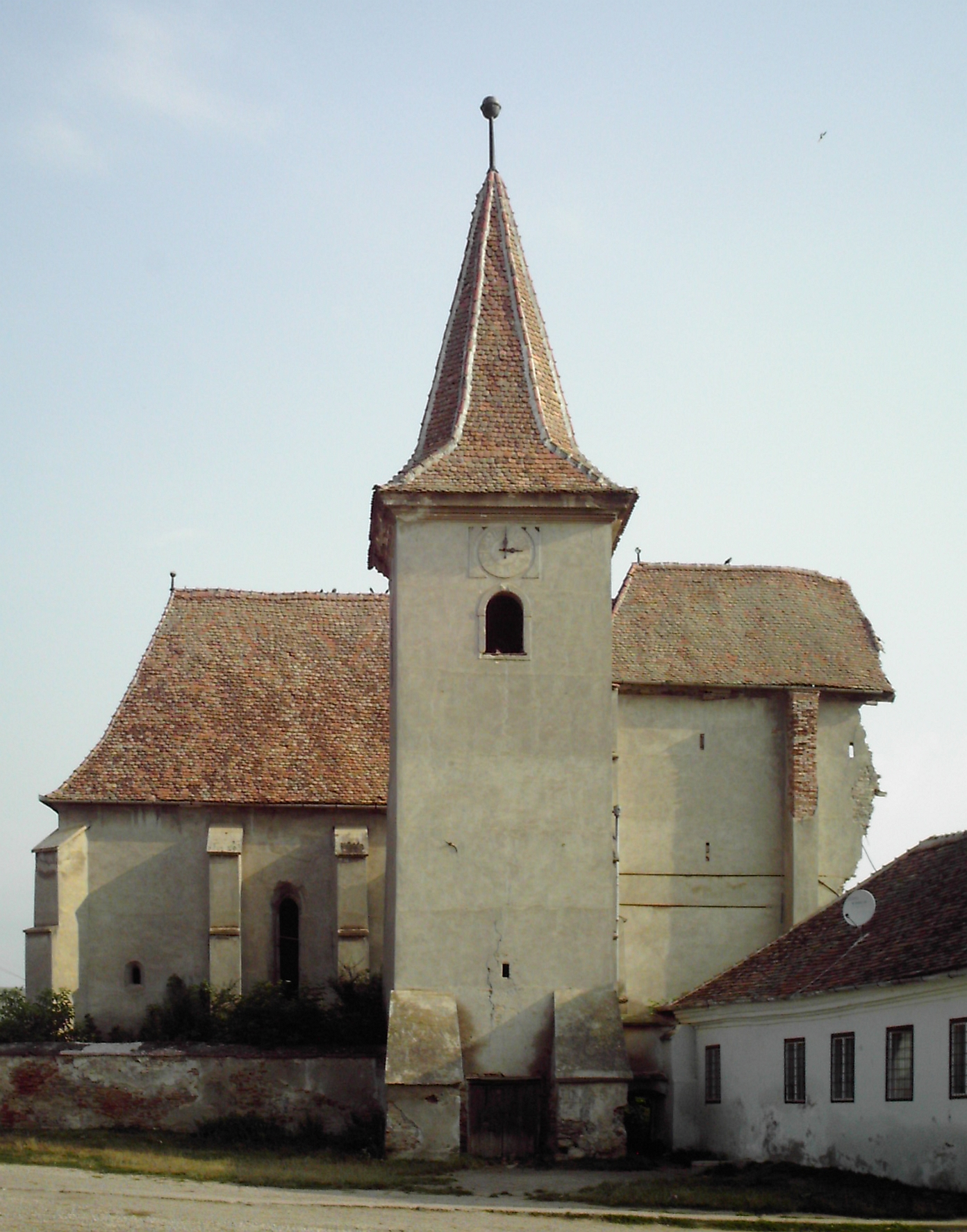
Wölzer Kirchturm und Kirche (Ruine)

Velț (deutsch Wölz, såksesch Welz, ungarisch Velc oder Völc) ist ein rumänisches Dorf in Siebenbürgen im Kreis Sibiu. Es ist Teil der Gemeinde Bazna (Baaßen).

## Lage
Der Ort liegt in einem südlichen Seitental der Târnava Mică (Kleine Kokel) im Zwischenkokelgebiet, ungefähr 4,5 km nördlich von Bazna (Baaßen) und zehn Kilometer Luftlinie nordwestlich von Mediaș (Mediasch) entfernt.

## Geschichte
Wölz wurde um das Jahr 1300 von deutschen Siedlern (Siebenbürger Sachsen) ursprünglich auf Adelsboden gegründet, errang dann aber zusammen mit Baaßen und den benachbarten Ortschaften des Mediascher Stuhls  das Hermannstädter Recht und wurde somit freie Gemeinde des Königsbodens. Der Ortsname wird auf das ungarische Wort für Tal, völgy zurückgeführt. Ein früherer deutscher Name des Dorfes war Thalheim.
Die erste urkundliche Erwähnung stammt aus dem Jahr 1359, als die Versammlung des Mediascher Stuhls sich mit einem Hattertstreit zwischen Wölz und Baaßen befasste. Das strittige Waldstück wurde schließlich Baaßen zugesprochen, war aber über Jahrhunderte ein Zankapfel zwischen den beiden Ortschaften.
- Um die Wende vom 14. zum 15. Jahrhundert wurde die spätgotische Saalkirche erbaut.
- Um 1460 wurde die Kirche in eine Wehrkirche umgebaut, indem der Chor um zwei Wehrgeschosse aufgestockt und um die Kirche eine Ringmauer gebaut wurde.
- 1880 wurde die Kirche bei einem Erdbeben beschädigt. Die ursprünglichen Gewölbe von Chor und Schiff wurden ersetzt.
- 2003 stürzte der Chor mit den darüberliegenden Wehrgeschossen ein.

## Bevölkerung
Wölz gehörte zu den kleineren, sehr ländlichen Ortschaften des Mediascher Stuhls. Während Anfang des 20. Jahrhunderts noch um die 40 % Siebenbürger Sachsen in Wölz lebten, ging ihre Zahl danach stetig und ab 1990 durch Auswanderung massiv zurück. Heute wird der Ort von Rumänen, Roma und ein paar wenigen Ungarn bewohnt.
| Jahr | Einwohner | davon Deutsche |
| 1910 | 1175      | 470            |
| 1941 | 1332      | 468            |
| 1966 | 987       | 227            |
| 1977 | 931       | 162            |
| 1992 | 608       | 18             |
| 2002 | 627       | 0              |
| 2021 | 601       | 0              |

## Sehenswürdigkeiten
- Kirchenburg mit der Ruine der evangelischen Kirche